# Bodes i prejudicis
Bodes i prejudicis (títol original: Bride & Prejudice) és una pel·lícula estatunidenco-britànico-india dirigida per Gurinder Chadha, estrenada el 2004, que trasllada la novel·la de Jane Austen Orgull i Prejudicis a Índia contemporània, barrejant la tradició del film britànic amb els codis de Bollywood. Ha estat doblada al català.

## Argument
Mme Bakshi només té una sola idea al cap: casar les seves quatre filles: Jaya, Lalita, Maya i Lakhi. Com tota mare, Mme Bakshi és exigent: el seu futur gendre ha de ser indi i sobretot... ric. Quan William Darcy veu Lalita en una recepció fastuosa on el seu millor amic Balraj Bingley coneix Jaya, la germana gran de Lalita, només té ulls per a ella. Però no ella. El troba pretensiós, vanitós, arrogant i sobretot, ple de menyspremi per a l'Índia i els seus costums, cosa que no suporta Lalita, molt orgullosa del seu país. Res a veure amb aquest jove anglès, Johnny Wickham, conegut en una platja de Goa i a qui convida a venir a Amritsar. Resulta ser un enemic intim de Darcy i no vacil·la a ennegrir el seu caràcter ja poc resplendent per a Lalita.
Mentrestant, apareix un indi que ha aconseguit triomfar a Amèrica, M. Kohli, ridicul i d'una falta de classe patent, que ve a buscar una esposa índia al país. En contra de la seva mare, Lalita el rebutja amb el suport del seu pare, a continuació s'assabenta que la seva amiga Chandra l'ha acceptat. Però Balraj Bingley ha marxat a Londres i Jaya espera en va les seves notícies. La família Bakshi, convidada al matrimoni de Chandra, que ha de tenir lloc a Los Angeles, fa parada a Londres, però hi troba només Kiran Bingley. No obstant això Lakhi es creua amb Wickham i Darcy entra als Estats Units amb el mateix avió que ells. Finalment Lalita descobreix que Wickham no és pas digne de confiança i que Darcy, per amor per a ella, està disposat a respectar els costums indis.

## Repartiment
- Aishwarya Rai: Lalita Bakshi
- Martin Henderson: William Darcy
- Anupam Kher: M. Chaman Bakshi
- Nadira Babbar: Mme Manorama Chaman Bakshi
- Naveen Andrews: Balraj Bingley
- Namrata Shirodkar: Jaya Bakshi
- Daniel Gillies: Johnny Wickham
- Indira Varma: Kiran Bingley
- Sonali Kulkarni: Chandra Lamba
- Nitin Chandra Ganatra: M. Kholi
- Meghna Kothari: Maya Bakshi
- Peeya Rai Chowdhary: Lakhi Bakshi
- Alexis Bledel: Georgina « Georgie » Darcy
- Marsha Mason: Catherine Darcy

## Al voltant de la pel·lícula
- El rodatge va començar el 14 de juliol de 2003 i va tenir lloc a Amritsar, Goa i Bombai, a l'Índia, Londres i Turville al Regne Unit i Los Angeles als Estats Units.
- Johnny Depp i Joaquin Phoenix van ser un temps preseleccionats pel paper de Darcy.
- El llibre verd que llegeix Aishwarya Rai, prop de la piscina a Goa, és un novel·la de Jane Austen.
- Es tracta del primer film que Aishwarya Rai roda en anglès.
- Segons la cineasta, l'aparició de la cantant Ashanti per interpretar My Lips Are Waiting, és un homenatge a una tradició als films Bollywood que vol que una celebritat faci una petita aparició el temps d'una cançó, sense enllaç directe amb la resta de la intriga i sense interacció amb els personatges principals.